# My Favorite Things
My Favorite Things (letteralmente, "Le mie cose preferite") è una canzone composta da Richard Rodgers e Oscar Hammerstein II per il musical The Sound of Music (Tutti insieme appassionatamente). Nella prima versione teatrale messa in scena a Broadway nel 1959, il brano veniva cantato da Mary Martin (Maria) e Patricia Neway (la Madre Badessa), mentre nella versione cinematografica del 1965 viene cantata da Julie Andrews. Nella versione italiana del film la canzone ha per titolo Le cose che piacciono a me ed è cantata da Tina Centi.

## Il brano
Divenuta quasi subito popolarissima come canzone natalizia e registrata innumerevoli volte da famosi artisti, My Favorite Things divenne ben presto anche uno standard jazz soprattutto ad opera del celebre sassofonista John Coltrane, che ne fece il proprio cavallo di battaglia agli inizi degli anni sessanta. Fra tutte le versioni cantate, spicca quella di Al Jarreau..
Il brano, di struttura ritmica ternaria, si districa in una prima parte minore seguita da una seconda parte in maggiore, dove la linea melodica non differisce di molto dalla prima. Questo è uno degli aspetti accattivanti di questa canzone.. Coltrane, dal canto suo, sviluppa un solo modale sulla ripetizione ostinata della parte in minore e lascia all'estro del pianista McCoy Tyner un lungo groove sul maggiore per poi riprendere il tema. In Italia è usato come colonna sonora del popolare programma radiofonico Fahrenheit (Radio 3), che tra le sue peculiarità presenta My Favorite Things in centinaia di versioni e arrangiamenti diversi.

### Versioni di John Coltrane
Oltre alla lunga versione presente sull'omonimo album, l'interpretazione di My Favorite Things ad opera di Coltrane fu massicciamente accorciata e divisa in due parti per la pubblicazione su singolo dato il successo riscontrato presso il pubblico.
Inoltre è accertata l'esistenza in totale di ben 45 versioni della canzone incise da Coltrane in concerto. Le versioni sono diversissime tra loro e con il corso degli anni si allontanano sempre più dalla versione originale. Coltrane utilizzava il "canovaccio" del pezzo per improvvisare a ruota libera, dando sfogo alle sue emozioni del momento, ritornando talvolta sulla melodia di Rodgers & Hammerstein, per poi abbandonarla di nuovo, in un'esplosione di trilli, gorgheggi, assoli impazziti, e poi riprenderla ancora, e così via fino ad arrivare a versioni sempre più estese e dalla durata impressionante. Emblematica a tal proposito è la versione presente nell'album Live in Japan del 1966 che arriva quasi a sessanta minuti di durata. Nel live in Giappone l'esposizione del tema arriva dopo circa diciotto minuti (18:24) dopo che l'entrata di Coltrane (eccezionalmente al sax alto) sembra rimescolare atmosfere di altre sue celebri interpretazioni di brani come Afro Blue, Summertime, o della sua "suite religiosa" A Love Supreme. Nel secondo assolo, Coltrane passa al sax soprano, con un ampio utilizzo di sperimentazioni sonore. Il tutto è inframmezzato dai brutali interventi di Pharoah Sanders al sax e di Alice Coltrane al pianoforte che citano il tema solo per segnalare il termine dei propri assolo. La struttura originaria della composizione, si perde nella dilatazione estrema della durata e viene sostituita dalla ciclicità del ritorno di Coltrane, voce guida strumentale e spirituale. Coltrane era molto affezionato al brano, e lungi dal considerarla semplicemente un pezzo commerciale da musical hollywoodiano, ammirava sinceramente la struttura armonica e melodica di My favorite Things, arrivò infatti a dichiarare: «Molti pensano sbagliando che My Favorite Things sia una mia composizione; vorrei tanto averla scritta io, ma è di Rodgers e Hammerstein».

#### Tracce singolo John Coltrane
Atlantic 5012
1. My Favorite Things, Part 1 (Rodgers & Hammerstein) - 2:45
2. My Favorite Things, Part 2 (Rodgers & Hammerstein) - 3:02

### Versioni natalizie e altre cover
Il brano è stato reinterpretato da diversi artisti in centinaia di versioni. Oltre alla già citata versione di John Coltrane, che ne fece un'estesa improvvisazione jazz lunga quasi quattordici minuti, My Favorite Things divenne molto popolare anche come canzone natalizia nonostante non fosse mai stata concepita come tale. Le immagini "invernali" presenti nel testo favorirono questa interpretazione, e il brano venne incluso in molte compilation di brani dedicati al Natale. Per esempio, le Supremes ne incisero una versione per il loro album natalizio del 1965 intitolato Merry Christmas. Barbra Streisand la registrò per A Christmas Album nel 1967, e così fece Tony Bennett in Snowfall: The Tony Bennett Christmas Album l'anno seguente. Herb Alpert and the Tijuana Brass ebbero un hit da 45º posto in classifica nel 1969 con una versione del pezzo contenuta nel loro Christmas Album.
- Il cantante country Lorrie Morgan reinterpretò la canzone nel 1993 sull'album Merry Christmas from London.[4]
- Barry Manilow registrò My Favorite Things per il suo album A Christmas Gift of Love del 2002.
- Il sassofonista jazz Kenny G reinterpretò il brano sul suo album del 2005 The Greatest Holiday Classics.
- Gli Outkast si appropriarono del motivo della canzone inserendolo nel loro album Speakerboxxx/The Love Below.
- I Panic! at the Disco nella loro canzone Build God, Then We'll Talk inclusero una strofa che parodiava My Favorite Things.
- Notorious B.I.G. utilizzò brevi estratti della melodia di My Favorite Things per il suo brano Dangerous MC's
- La band Me First and the Gimme Gimmes registrò una versione punk rock della canzone per il loro album Are a Drag.
- La pianista giapponese Hiromi Uehara ne ha eseguito una versione jazz sull'album Beyond Standard, pubblicato nel 2008.
- La cantante Björk la canta nel finale del film Dancer in the Dark (ma il brano non è incluso nel disco della colonna sonora del film).
- Il pianista jazz americano Brad Mehldau ha eseguito una versione dal vivo, nel 2006, inserita nell'album Live in Marciac pubblicato nel 2011 (2CD + 1DVD) e propone frequentemente le sue interpretazioni personali in occasione dei suoi concerti in piano solo o in trio.
- La band statunitense Chicago ha incluso una propria versione di questo brano, con Robert Lamm, tastierista del gruppo, alla voce solista, nel loro album del 2011 Chicago XXXIII: O Christmas tree.
- Viene cantata nella nona puntata della terza stagione di Glee da Rachel Berry (Lea Michele), Mercedes Jones (Amber Riley), Blaine Anderson (Darren Criss) e Kurt Hummel (Chris Colfer)
- La cantante Diana Vickers ha interpretato il pezzo iniziale di My Favourite Things (fino al minuto 1.09 circa), la sua cover è stata utilizzata come colonna sonora per la pubblicità del primo profumo (Our Moment) della band One Direction.
- Il Dave Brubeck Quartet la incise nell’album My Favorite Things del 1965.
- Il chitarrista jazz Wes Montgomery la ripropone con un giovane Herbie Hancock in un arrangiamento di prim'ordine nell'omonimo album My Favorite Things del 1968.
- La cantante portoghese Carmen Souza ha inciso una cover di questo brano nel suo album Kachupada nel 2012.
- La cantante statunitense Kelly Clarkson ha inciso un cover di questo brano nel suo album natalizio Wrapped in Red nel 2013. Nel 2015 è uscito come singolo natalizio.
- Il gruppo marchigiano The Gang ne ha pubblicato una propria versione nell'album Scarti di lato dedicato ai partecipanti al crowdfunding per l'album Calibro 77.
- Il musicista Stefano Bollani, durante le registrazioni della trasmissione Il Dottor Djembè, compose una parodia della canzone intitolata A me mi garba sostenendo fosse stata scritta da Duccio Vernacoli.[5]
- La cantante Ariana Grande ha ripreso la melodia del brano nella sua canzone di successo 7 Rings del 2019, tratta dall'album Thank U, Next.
- Il gruppo colombiano Puerto Candelaria ha fatto una cover.
- È stata realizzata anche una versione in bossanova, interpretata dal musicista brasiliano Sérgio Mendes nel 1976.